# John Kevin Boland
John Kevin Boland (ur. 25 kwietnia 1935 w Monkstown w Irlandii) – amerykański duchowny katolicki pochodzenia irlandzkiego, biskup Savannah w latach 1995-2011.

## Życiorys
Pochodzi z irlandzkiego hrabstwa Cork. Ukończył seminarium duchowne w Dublinie i 14 czerwca 1959 otrzymał święcenia kapłańskie z rąk miejscowego arcybiskupa Johna McQuaida. Inkardynowany został wówczas do amerykańskiej diecezji z siedzibą w Savannah.
7 lutego 1995 papież Jan Paweł II mianował go ordynariuszem Savannah. Sakry udzielił mu ówczesny metropolita Atlanty John Donoghue. Na emeryturę przeszedł 19 lipca 2011, a następcą został franciszkanin konwentualny z Atlanty Gregory John Hartmayer. 
Jego rodzony brat Raymond Boland był w latach 1993-2005 biskupem diecezji Kansas City-Saint Joseph.